# Frontisme (Suisse)
Pour les articles homonymes, voir frontisme.
En Suisse, le frontisme est un mouvement politique d'extrême droite qui regroupe différents partis des années 1930 ayant des idéologies proches du fascisme et du nazisme.

## Histoire
Les mouvements frontistes se développent au début des années 1930 à un moment où la Suisse vit une situation économique difficile et une crise politique intérieure pendant que le fascisme et le nazisme s'installent dans les pays voisins. Ils défendent des positions nationalistes, anticommunistes et antisémites et un État autoritaire,.
Le parti frontiste le plus puissant en Suisse allemande est le Front national, créé en 1930. Tandis qu'en Suisse romande, c'est l'Union nationale, fondée à Genève en 1932, et qui obtient 10 % des voix dans le canton jusqu'en 1942. De nombreux autres partis existent au cours de la décennie, certains étant créés par des membres dissidents du Front national.
Les partis frontistes obtiennent 27 % des voix lors d'élections complémentaires au Conseil des États dans le canton de Schaffhouse et dix sièges sur 125 au Conseil communal de Zurich en 1933 mais ils restent ensuite minoritaires : lors des élections fédérales de 1935, ils n'obtiennent que deux sièges (un à Genève et un à Zurich) sur les 187 du Conseil national. Le frontisme retrouva provisoirement un second souffle après les succès de l'armée allemande en été 1940 mais il disparaît en 1943.